# シュザンヌ・フールマンの肖像
『シュザンヌ・フールマンの肖像』（蘭: Portret van Susanna Fourment, 英: Portrait of Susanna Fourment）は、ネーデルランド、バロック時代の巨匠ピーテル・パウル・ルーベンスが1622年から1625年にかけて制作した肖像画である。『シュザンヌ・ランデンの肖像』（Portret van Suzanna Lunden）とも呼ばれる。油彩。
18世紀以降『ル・シャポー・ド・ペイユ』（Le Chapeau de Paille, 「麦わら帽子」）の名で広く知られていた本作品はアントウェルペンの商人ダニエル・フールマン（Daniel Fourment）の娘シュザンヌを描いた肖像画であり、ルーベンスの女性の肖像画の中でも特に有名な作品の1つである。現在はロンドンのナショナル・ギャラリーに所蔵されている。また本作品の準備素描と思われるものがウィーンのアルベルティーナ美術館に所蔵されている。

## モデル

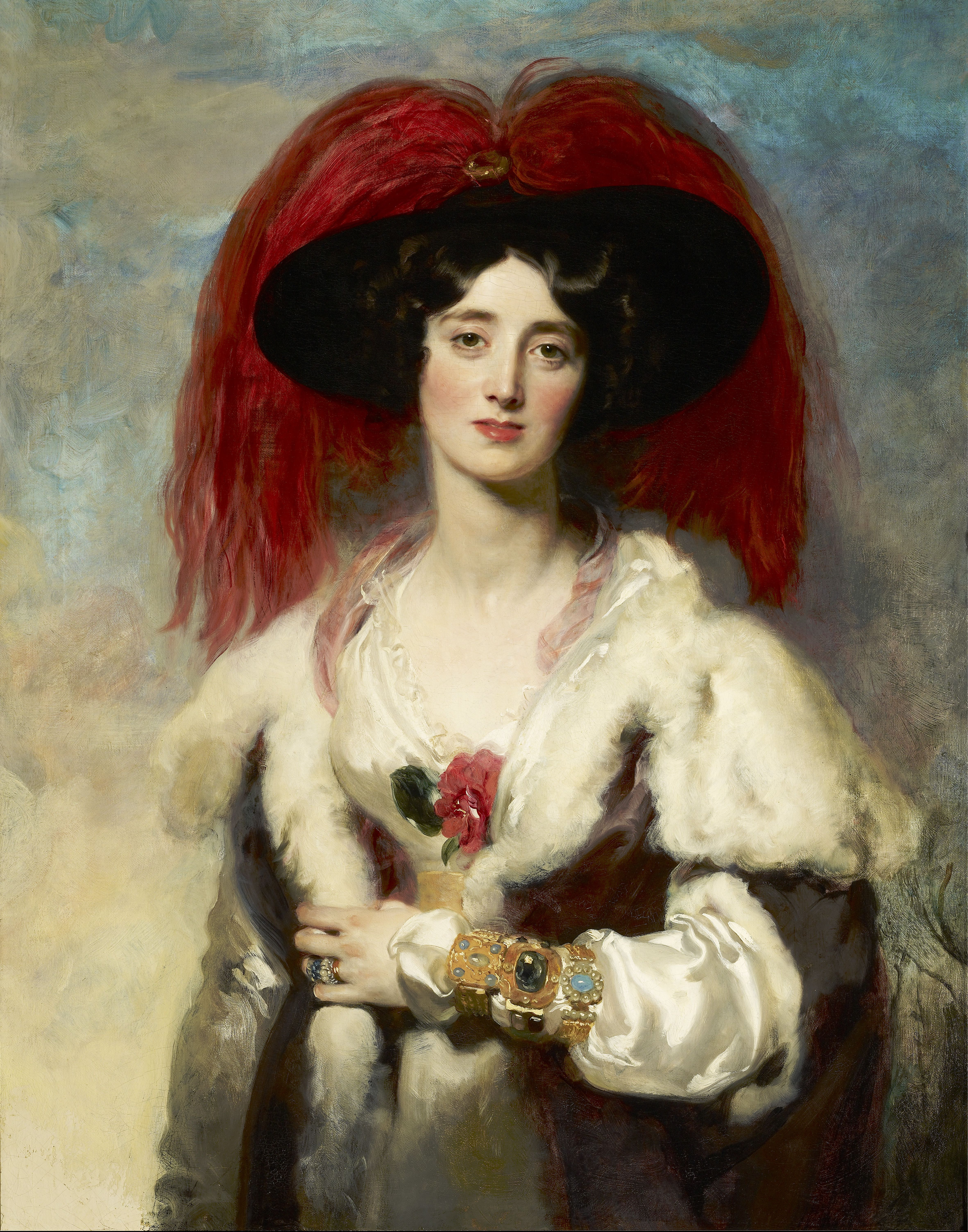
トーマス・ローレンス『ピール夫人ジュリアの肖像』（1827年）フリック・コレクション所蔵。

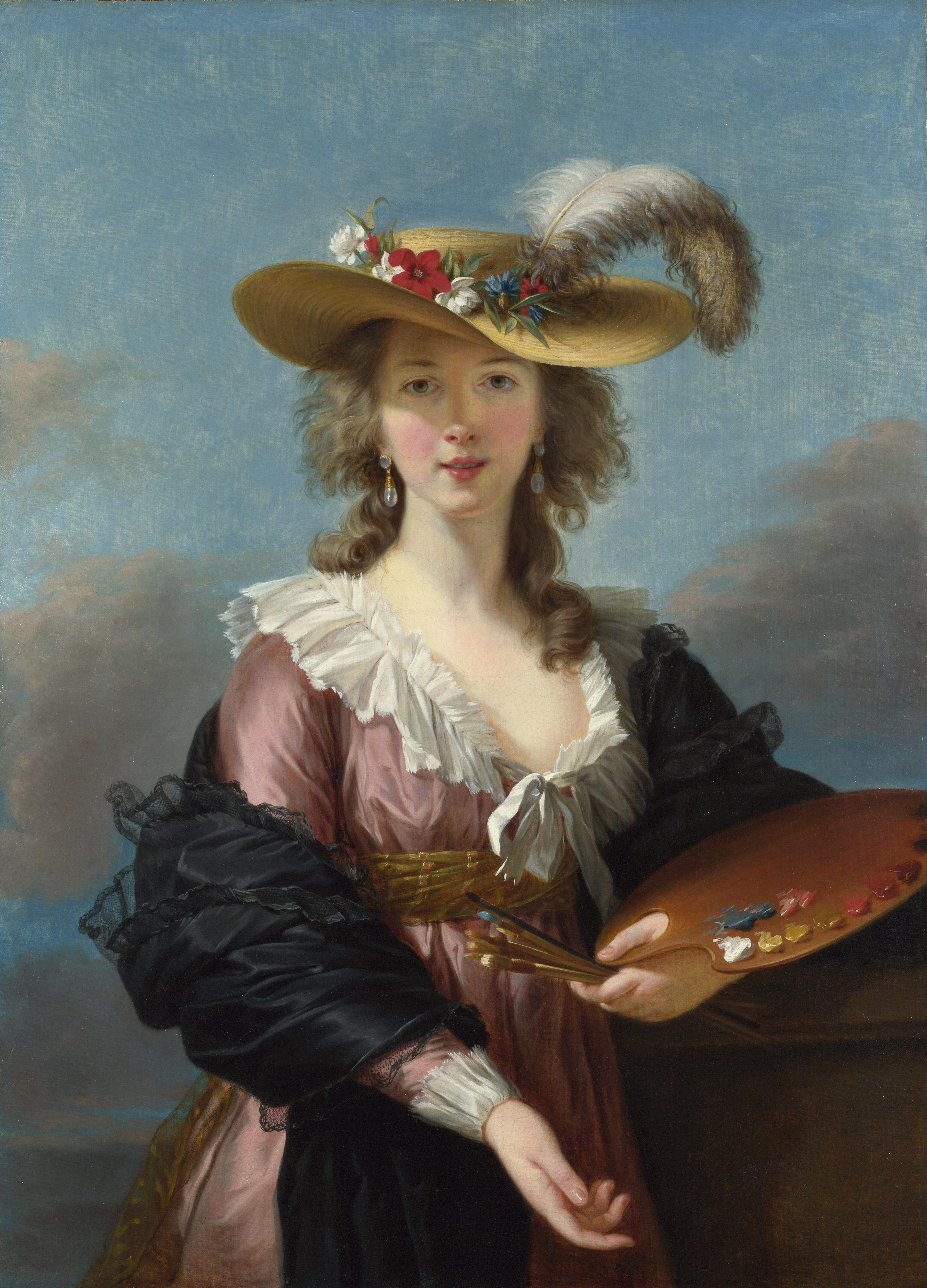
エリザベート＝ルイーズ・ヴィジェ＝ルブランの『麦わら帽子の自画像』（1782年）。エドムンド・ド・ロスチャイルド男爵のコレクションのヴァリアント。ロンドン・ナショナル・ギャラリー所蔵。

シュザンヌ・ランデン（旧姓フールマン, 1599年–1643年）はアントウェルペンで絹とタペストリーを扱う裕福な商人の家に7人姉妹の3番目に生まれた。彼女の父ダニエル・フールマンは画家の友人であり顧客であった。記録によると彼女は2度結婚している。1617年にライモント・デル・モンテ（Raymond  Del Monte）と最初の結婚をし、翌年には娘クララ（Clara Del Monte）が生まれたが、夫は1621年に他界した。シュザンヌはその翌年にアーノルド・ランデン（Arnold Lunden）と2度目の結婚をし、息子アーノルドと娘カタリナ（Catharina Lunden）が生まれた。ライモントとの間に生れたクララはルーベンスと彼の最初の妻イザベラ・ブラント（Isabella Brant）の長男アルベルト（Albert Rubens）と結婚した。
実はモデルがシュザンヌであることを示す明確な記録は残されていない。しかし指輪をはめた女性が20代に見えることや、絵画の所有者がシュザンヌの結婚相手であるアーノルド・ランデンの一族だったことから、モデルの女性はシュザンヌであり、彼女の2度目の結婚の直後に制作されたと考えられている。
本作品の制作から数年後、ルーベンスは当時16歳のシュザンヌの末の妹エレーヌと2度目の結婚をした。この結婚はシュザンヌに魅了されたことがきっかけとなったらしい。このとき画家は52歳であり、1640年に死去するまでの10年間に5人の子供をもうけている。

## 別名
『シュザンヌ・フールマンの肖像』は18世紀以降、『ル・シャポー・ド・ペイユ』（麦わら帽子）の名前で知られていた。このタイトルはモデルが帽子を被っていることに由来するが、描かれている帽子は明らかに麦の藁で作られておらず、なぜ麦わら帽子と呼ばれるようになったのかよく分かっていない。おそらく藁を意味するフランス語 Paille はもともとのタイトルの誤記であり、その結果『ル・シャポー・ド・ペイユ』というタイトルが広まったと考えられている。

## 作品
ルーベンスは高価な衣装と宝飾で着飾った女性を描いている。彼女は胸の下で腕を交差させ、少しうつむきながら視線を正面からそらせている。頭にはダチョウの羽毛をあしらったつばの広い黒の帽子を被り、耳には大きなテイアドロップのイヤリングをつけている。本作品の特徴の1つである黒い帽子は1620年代のオランダで流行したフェルト製の帽子である。フェルトの原材料は北ヨーロッパおよびロシアで産したビーバーの毛皮であり、カナダから毛皮が大量に輸入される以前は裕福な人々だけが着用できた商品であった。これらはいずれも当時のステータスシンボルであり、彼女が裕福であることを示している。また彼女の指には指輪がはめられており、結婚していることがわかる。
オーク製のパネルの画面を観察すると、ルーベンスが制作の過程で板を継ぎ足して画面を拡張していることが分かる。ルーベンスはまず画面右側に細長い板を追加して、背後の湧き立つような黒雲と左の肩に大きくかけられた黒い肩掛けを完成させ、さらに画面下に板を追加して胴と腕を完成させている。

ルーベンスはグレー、赤、黒、青といったシンプルかつ強い色彩を用い、また彼女の瞳の大きさと首の長さを誇張し、豊かな胸やウエストの細さを強調して描いている。シュザンヌの肉体表現はルーベンスの理想とした女性美がよく表れている。画面の中央にあるのは彼女の白い胸であり、画面左側から強い日の光を当てることで、顔を帽子の影で覆う半面、胸元の肌を明るく描いている。また背景の右側に彼女の黒い肩掛けと一体化するような黒雲を追加して、明るい左側の青空と対比させている。この青い背景はモデルの黒い瞳を強調するのに一役買っている。1781年にアントウェルペンで本作品を見たフランスの女性画家エリザベート＝ルイーズ・ヴィジェ＝ルブランは本作品からルーベンスの技法を学び取って自画像を制作しているが、後年、そのときのことを回想し、本作品について語っている。

## 来歴
絵画は制作されてから1世紀以上もの間、ランデン家が所有していた。それから18世紀も半ばを過ぎた1771年に、アントウェルペンの名家の出のジャン＝ミシェル・ファン・アーヴル（Jean-Michel van Havre）が絵画を購入した。この人物は1763年にランデン家出身の女性と結婚していた。彼はルーベンスの女性の肖像画を3点所有しており、本作品はそのうちの1つであった。おそらくヴィジェ＝ルブランはファン・アーヴル家が所有していたときに本作品を見たと思われる。
その後、絵画は銀行家として知られるアンリ＝ジョセフ・スティア・ファン・アールツェラール男爵（Henri-Joseph baron Stier van Aertselaer）のコレクションに加わった。男爵はルーベンスとイザベラ・ブラントの第2子ニコラス・ルーベンス（Nicolaas Peter Paul Rubens）の娘エレーヌ・ルーベンス（Hélène Françoise Rubens）の子孫で、コレクションをフランスの支配から守るためアメリカ合衆国に移住した。男爵は1800年にメリーランド州のブレードンズバーグに広大な土地を購入した3年後、アメリカで結婚した娘のもとにコレクションを残してアントウェルペンに帰った。ただし、彼のコレクションは1816年にアントウェルペンに戻っている。
1821年に男爵が死去すると、その翌年にコレクションはブリュッセルのアートディーラーのランベルトゥス・ヨハネス・ニーヴェンホイス（Lambertus Johannes Nieuwenhuys）に売却され、1823年にイギリス国王ジョージ4世、さらにその翌年に首相を2度務めることになる第2代サー・ロバート・ピール準男爵のコレクションに加わった。ピールの死後、コレクションは息子のロバート・ピールが相続したが、諸事情から1871年にナショナル・ギャラリーにコレクションの売却を打診した。ナショナル・ギャラリーは協議の結果、75,000ポンドでほぼすべてのコレクションを購入し、ナショナル・ギャラリーをはじめとするいくつかの美術館に分割した。こうしてシュザンヌの肖像画は同美術館に所蔵された。

## 影響

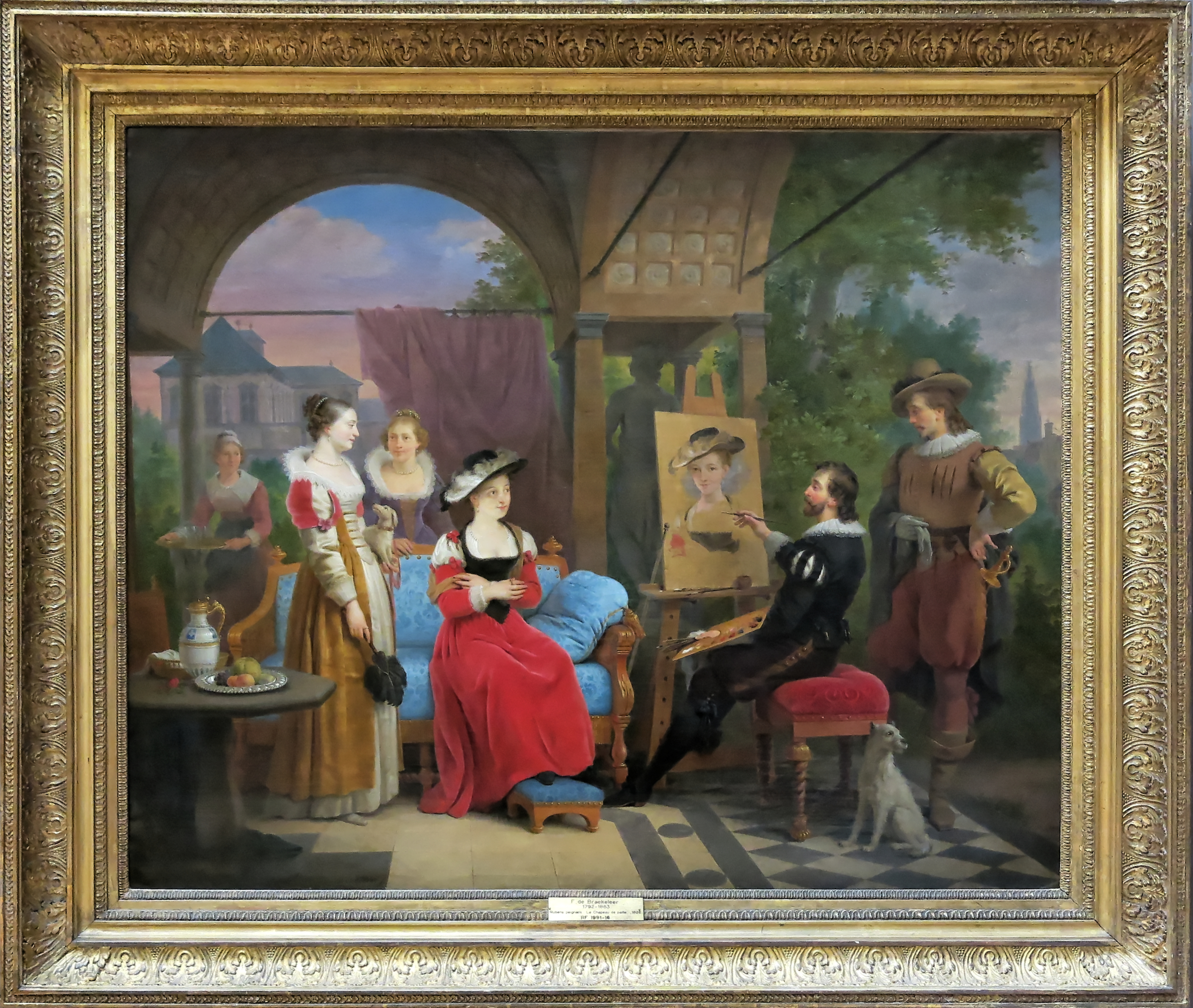
大フェルディナント・デ・ブレケレーアの1826年の絵画『庭のパビリオンで《麦わら帽子》を描くルーベンス』。ルーヴル美術館所蔵。

フランスの画家ヴィジェ＝ルブランの『麦わら帽子の自画像』（Self Portrait in a Straw Hat, ナショナル・ギャラリー所蔵）と、イギリスの画家トーマス・ローレンスの『ピール夫人ジュリアの肖像』（Julia, Lady Peel, フリック・コレクション所蔵）は本作品に触発されて制作された。ヴィジェ＝ルブランは『シュザンヌ・フールマンの肖像画』がまだアントウェルペンにあった1781年にフランドルとオランダを旅行し、シュザンヌの絵画を見た。そしてその翌年にブリュッセルで『麦わら帽子の自画像』を制作した。ルブランの自画像はポーズや色彩、背景といった絵画の外観や、光の向きと帽子の影など多くの点で本作品の影響を受けているだけでなく、麦わら帽子という本作品の誤った名前にちなんだタイトルを自画像につけている。
トーマス・ローレンスの肖像画はロバート・ピール準男爵が本作品を所有していた1827年に描かれた。画家はモデルにシュザンヌを思わせるポーズ、ダチョウの羽根飾りの帽子と屋外の光のもとにピール夫人を描いている。
風変わりな影響として、フランドルの画家大フェルディナント・デ・ブレケレーアの1826年の絵画『庭のパビリオンで《麦わら帽子》を描くルーベンス』が挙げられる。芸術家の有名な逸話を描くことは19世紀に流行した絵画ジャンルの1つであり、ブレケレーアはこの作品で『麦わら帽子』と呼ばれた本作品の制作風景を描いている。

## ギャラリー
本作品のほかにシュザンヌ・フールマンを描いたとされる絵画は以下のような作品が知られている。

アンソニー・ヴァン・ダイク『シュザンヌ・フールマンと娘』1621年 ワシントン・ナショナル・ギャラリー所蔵
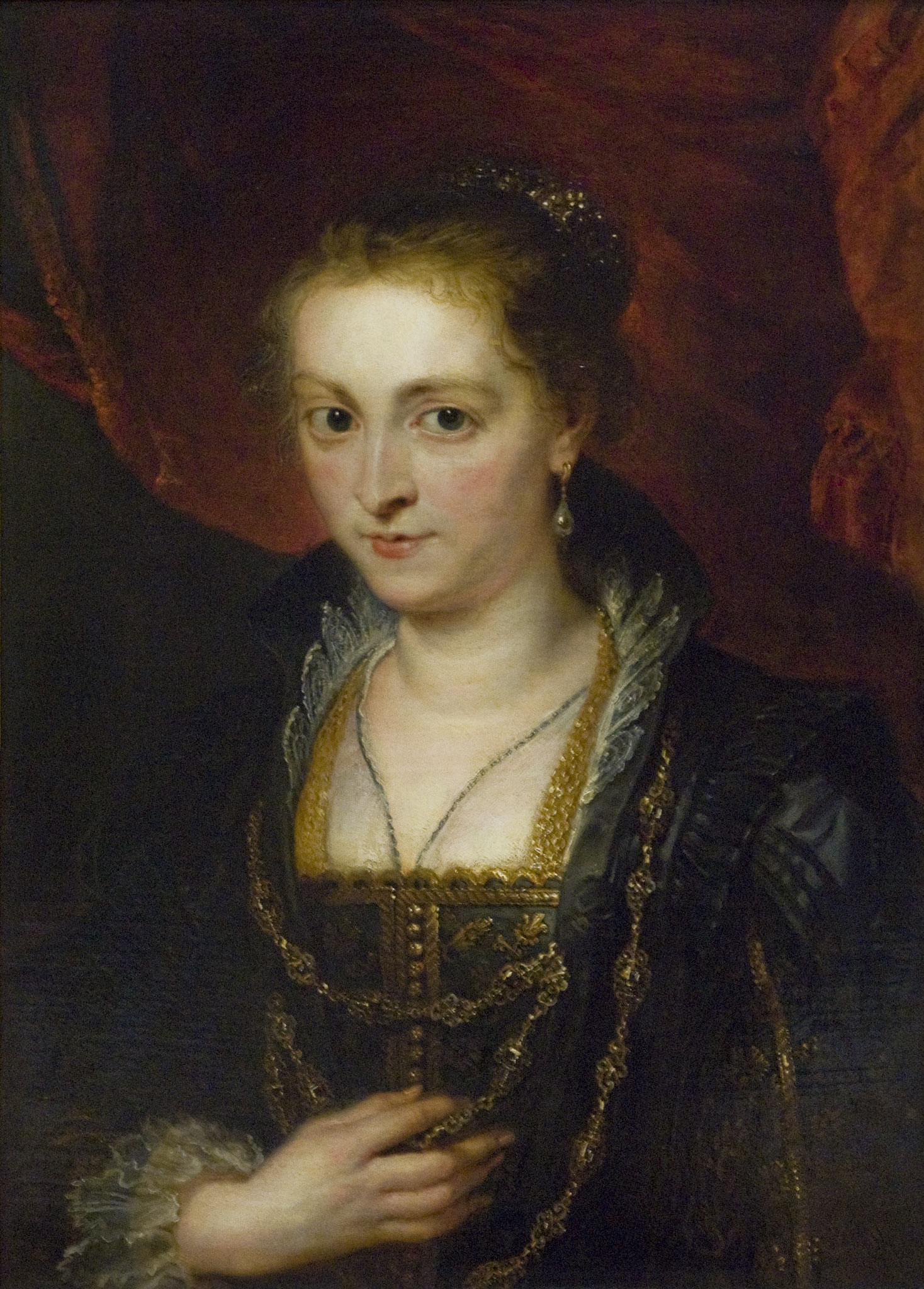
ピーテル・パウル・ルーベンス『女性の胸像』1625年頃 ルーヴル美術館所蔵
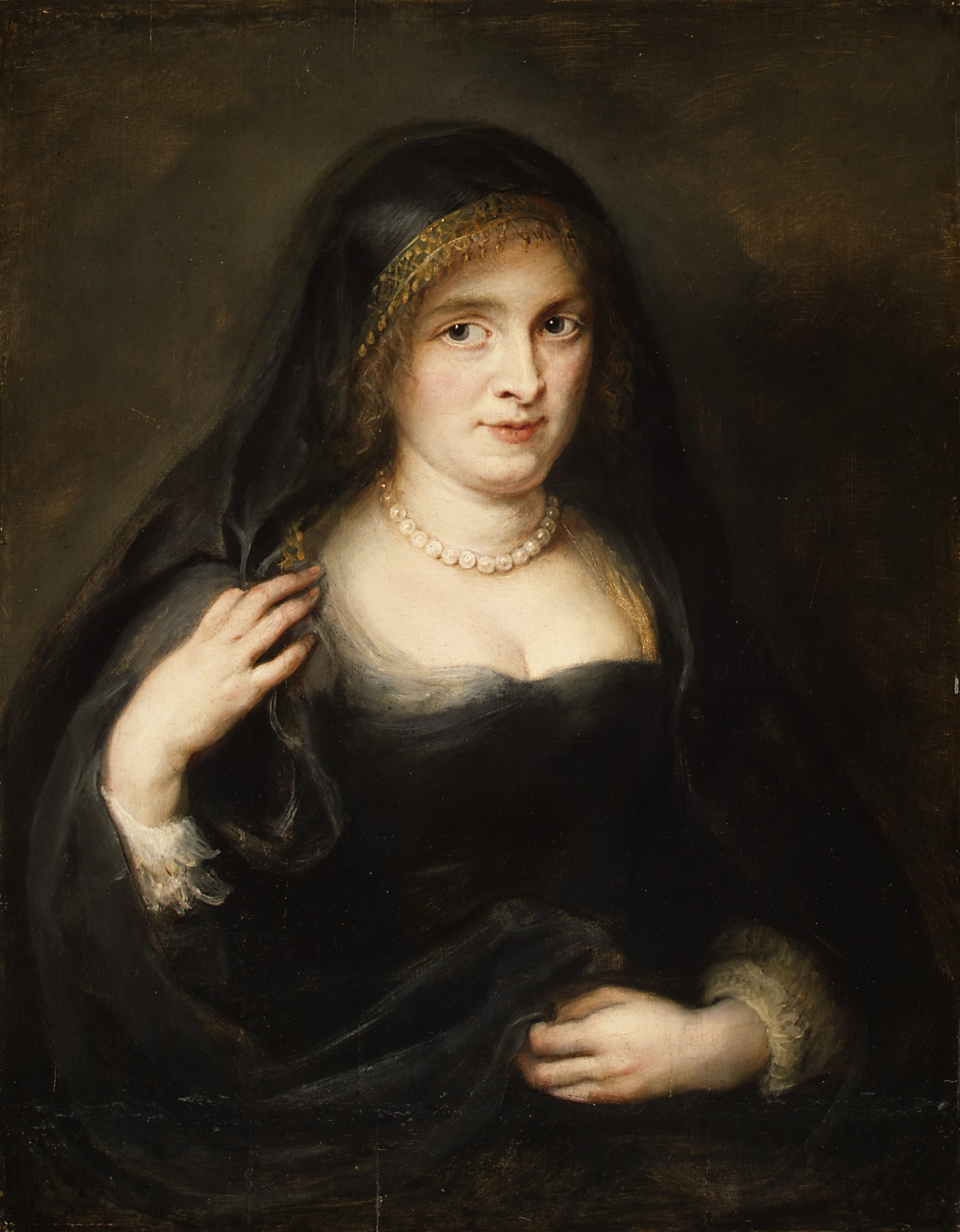
ピーテル・パウル・ルーベンス『シュザンヌ・フールマンの肖像』1625年–1627年頃 メトロポリタン美術館所蔵